# Grammisgalan 1970
Grammisgalan 1970 hölls på Hotell Foresta i Lidingö den 10 september 1970.

## Priser
- Årets populärproduktion med kvinnlig sångartist: Siw Malmkvist - Underbara Siw (Metronome)
- Årets populärproduktion med manlig sångartist: Östen Warnerbring - Du gör livet till en sång (Karusell)
- Årets debutpopulärproduktion med sångartist: Pugh Rogefeldt - Ja, dä ä dä (Metronome)
- Årets populärgruppsproduktion: Made in Sweden - Snakes in a Hole (Sonet)
- Årets jazzproduktion: Jan Allan - Jan Allan -70 (MCA)
- Årets produktion av visa eller folkmusik I: Sven-Bertil Taube/Ulf Björlin - Evert Taube (HMV)
- Årets produktion av visa eller folkmusik II: Cornelis Vreeswijk/Kjell Andersson - Cornelis sjunger Taube (Metronome)
- Årets seriösa solistproduktion: Staffan Scheja - Staffan Scheja spelar svensk pianomusik (RCA)
- Årets seriösa produktion I: Hans Leygraf och Saulescokvartetten - Mozarts pianokvartett Ess-dur Och Ludvig Normans stråkkvartett A-moll (Swedish Society Discofil)
- Årets seriösa produktion II: Stockholms filharmoniska orkester under Antal Doráti - Allan Petterssons symfoni Nr 7 (Swedish Society Discofil)
- Årets sakrala produktion: Leif Strands kammarkör - En skiva (HMV)
- Årets barnproduktion: Jojje Wadenius/Barbro Lindgren - Goda' goda' (Metronome)
- Årets idéproduktion: De sista ångloken - (Telestar)
- Juryns pris för skapande insats: Allan Pettersson - Allan Petterssons symfoni Nr 7
- Juryns hederspris: Jan Johansson - Musik genom fyra sekler